# Absalom, Absalom!
Absalom, Absalom! ist ein erstmals 1936 erschienener Roman von William Faulkner, der die Geschichte des amerikanischen Südens vor, während und nach dem Amerikanischen Bürgerkrieg erzählt und in dessen Fokus Thomas Sutpen steht, ein Mann, der 1833 in Yoknapatawpha County auftaucht und um den sich viele Mythen ranken. Erzählt wird die Geschichte aus der Sicht des Harvardstudenten Quentin Compson, einer Figur, die Faulkner bereits 1929 in seinem Roman Schall und Wahn einführte.
Absalom, Absalom! gilt als eines der bedeutendsten englischsprachigen Romanwerke des 20. Jahrhunderts. Es hatte erheblichen Einfluss auf die Vergabe des Nobelpreises für Literatur an Faulkner im Jahr 1950. Ferner wurde der Roman 2009 von amerikanischen Juroren zum „besten Roman über die Südstaaten“ gewählt.

## Inhalt
Die Geschichte von Thomas Sutpen wird verschachtelt erzählt. Im Sommer 1909 bittet Miss Rosa Coldfield, eine alte, ledige Frau und Schwägerin Sutpens, den Harvard-Studenten Quentin Compson, zu ihr zu kommen. Sie möchte vor ihrem Tod vom Untergang ihrer Familie erzählen und insbesondere von dem „Dämon“, der maßgeblich dazu beigetragen hat. Der junge Compson eignet sich aus verschiedenen Gründen dazu. So war sein Großvater einer der wenigen Freunde, die der alte Sutpen in Jefferson hatte. Außerdem eigne sich Quentin durch seinen überdurchschnittlichen Intellekt und seine möglichen literarischen Ambitionen auch dazu, die Geschichte bei Bedarf aufzuschreiben. Quentin merkt Miss Coldfield an, dass sie darauf brennt, die Geschichte zu erzählen, und berichten möchte, warum Gott zuließ, dass der Süden den Krieg verlor.
Miss Coldfield erzählt, wie Thomas Sutpen eines Tages auf einem Pferd nach Jefferson, Mississippi, geritten kam und nichts bei sich trug außer zwei Revolvern und fremden Münzen, mit denen er einen französischen Architekten bezahlte. Ebenfalls hat er eine Gruppe wilder Sklaven dabei. Er eignet sich einen Grundbesitz an und baut darauf eine Villa, die der Architekt entwirft. Sutpen nennt sie Sutpen’s Hundred und residiert zwölf Meilen von der Stadt entfernt. Sutpen selbst lebt als Wilder mit seinen Sklaven, rauft und kämpft mit ihnen und veranstaltet Pferderennen.
Um sein Ansehen in der Stadt zu verbessern, heiratet er die junge Ellen Coldfield, die ältere Schwester von Miss Rosa Coldfield. Ellen ist die Tochter eines methodistischen Händlers. Aus der Ehe gehen zwei Kinder hervor: Henry (geboren 1839) und Judith (Jahrgang 1840).
Eines Nachts findet Ellen zu ihrem Entsetzen heraus, dass Sutpen noch immer vor einem wüsten Gefolge aus Sklaven an Kämpfen gegen andere Sklaven teilnimmt und seine beiden Kinder Zeugen dieser Auseinandersetzungen werden. Ellen versteht, dass er will, dass ihr Sohn das sieht, doch bei Judith findet sie es unverständlich.
Im nächsten Kapitel wartet Quentin darauf, erneut aufzubrechen, um sich mit Rosa Coldfield zu treffen, und er sitzt mit seinem Vater zusammen, der eine Zigarre raucht und ihm von Sutpens früheren Jahren in Jefferson berichtet.
Sutpen sei an einem Sonntagmorgen im Jahre 1833 in Jefferson aufgetaucht. Er sei 25 Jahre alt gewesen und habe ausgesehen wie jemand, der eine schwere körperliche Krankheit mit letzter geistiger Kraft bezwungen hätte. Er habe nichts als zwei Revolver bei sich gehabt und sei mit seinem Pferd in die Stadt geritten, um ein Zimmer im Holston House zu beziehen. Er habe schon da die gesamte Aufmerksamkeit der Stadt auf sich gezogen, doch er habe jeden Morgen vor Sonnenaufgang sein Zimmer verschlossen und sei davongeritten, wodurch sich viele Legenden um Sutpen bildeten. Er trank nie an der Bar (Quentins Großvater sagte später, dass dies zunächst nur daran lag, dass er kein Geld zum Vertrinken gehabt hätte) und Sutpen mied jegliche Fragereien über seine Person.
Sutpen verhandelte mit den Indianern und bezahlte mit spanischen Münzen, dem letzten Geld, das er hatte. Er bekam hundert Quadratmeilen unbearbeitetes Land. Er verschwand für zwei Monate und kehrte dann mit einer Gruppe dreckiger Sklaven und einem französischen Architekten wieder, um auf seinem Gut das Haus zu bauen, das er später Sutpen’s Hundred nennen sollte.
Um Sutpens wilde Sklaven rankten sich schnell ebenfalls Legenden. So wurde beobachtet, dass er sie wie Jagdhunde einsetzt, um das Wild beim Jagen aufzuscheuchen. Sutpen sprach französisch mit den Sklaven, auch wenn es stark durch eigene Dialekte verfälscht war. Die Anwohner von Jefferson glaubten teilweise, dass er in bösen Zungen mit ihnen sprach. Nach Jahren der Arbeit war die Villa fertig. Sutpen hatte nackt mit den Sklaven gearbeitet, um seine Kleidung sauber zu halten für den nächsten Schritt.
Sutpen lieh sich von General Compson das erste Saatgut, um seine Baumwollplantage in Gang zu bringen. Seine Person war noch immer ein Mysterium, doch Sutpen begann Männer zu sich einzuladen, für lange Trinkgelage und Kartenspiele. Es gab Faustkämpfe mit Sklaven, aber erste Anwohnerinnen von Jefferson vermuteten bereits jetzt, dass Sutpen sich bald eine Frau aussuchen würde.
So erreichte Sutpen eines Tages in seiner feinen Kleidung die Kirche und er hofierte die Tochter von Mr. Coldfield – Miss Ellen. Die wilden Abende in Sutpen’s Hundred hörten auf.
Eines Tages verschwand Sutpen wieder und kehrte mit Arbeitsmaterial für seine Villa zurück. Die Stadtbewohner befürchteten, dass er in kriminelle Machenschaften verwickelt sei, und eine Gruppe von Männern, angeführt vom Sheriff, wollte ihn damit konfrontieren. Sutpen selbst traf sie auf halbem Weg, ritt dann zu Mr. Coldfield, offerierte Ellen ein Bündel Blumen und ließ die Männer links stehen. Er machte mehrere Besuche bei Ellen Coldfield und heiratete sie schließlich, während die Stadtbewohner ihn festnahmen und vor einen Richter zerrten. Ihre Befürchtungen waren haltlos und wurden von General Compson und Mr. Coldfield zerstört.
Von Ellen weiß man, dass sie an ihrem Hochzeitstag weinte. Ihr Vater hatte eine kleine Hochzeit gewünscht, doch Sutpen war für eine große Feier. Mit Unterstützung von Ellens Tante konnten über hundert Einladungen verschickt werden, doch nur zehn Menschen kamen auch. Vor dem Haus versammelte sich eine große Gruppe Anwohner, die den Bräutigam mit Dreck bewarfen, als sie die Kirche verließen.
Dieser Abschnitt des Romans beschäftigt sich hauptsächlich mit Miss Rosa Coldfield und ihrer Geschichte. Mr. Compson erzählt von ihr, weil Quentin ihn fragte, weshalb Miss Rosa von Sutpen berichtet, wenn sie ihn doch am liebsten dem Vergessen ausliefern möchte.
Miss Rosas Mutter starb bei ihrer Geburt und ihre ältere Schwester Ellen war zu diesem Zeitpunkt schon sieben Jahre mit Sutpen verheiratet. Miss Rosa wurde von jener Tante aufgezogen, die einst Sutpens Hochzeit unterstützt hatte. Rosa lernte es, ihren Vater für den Verlust der Mutter zu hassen. Eines Tages brachte sich dieser aus unterschiedlichen Gründen um, und als auch Ellen während des Bürgerkrieges starb, zog Miss Rosa nach Sutpen’s Hundred. Ihre Schwester Ellen hatte ihr das Versprechen abgenommen, Judith zu retten.
Um Judith rankt sich ein weiterer Handlungsstrang, jener um Charles Bon, den Henry zufällig in der Universität trifft und mit nach Hause nimmt. Charles und Judith nähern sich romantisch einander, was Thomas Sutpen zu verbieten versucht. Charles ist nämlich sein Sohn aus erster Ehe mit einer Frau aus Haiti. Es bleibt den Spekulationen überlassen, ob Charles von seiner Abstammung weiß und aus Rache handelt (Sutpen verließ die Frau, als er erfuhr, dass sie schwarzes Blut in sich trägt) oder ob Charles Opfer seiner selbst wird. Henry erschießt ihn schließlich.
Sutpen selbst wird auch Opfer einer Gewalttat. Als er sich 1869 der 15-jährigen Milly Jones nähert und diese schwängert, wird er von ihrem Großvater Wash Jones mit einer Sense gemeinsam mit Milly und dem Kleinkind ermordet.

## Erzählstruktur
Absalom, Absalom! zählt auch wegen seiner Erzählstruktur zu den großen Romanwerken des 20. Jahrhunderts, wenn auch zu den schwierigsten. Es gibt fünf verschiedene Erzähler, von denen vier die Geschichte nur aus ihrer eigenen Sicht erzählen können und manchmal sogar bewusst lügen oder die Geschichte verfälschen. Es gibt keine ultimative Wahrheit.
Die Geschichte beginnt mit Miss Rosa Coldfield, die dem Harvardstudenten Quentin eine letzte Lebensbeichte erzählen will und vom Niedergang ihrer Familie berichten möchte und maßgeblich auch von jenem Mann, den sie als Schuldigen für ihr Unglück auswählte: Thomas Sutpen, häufig nur als Dämon bezeichnet.
Bereits das zweite Kapitel führt mit Mr. Compson, Quentins Vater, einen neuen Erzähler ein, der wiedergibt, was sein Großvater – der Bürgerkriegsgeneral – ihm erzählte. Großvater Compson war einer der wenigen Freunde, die Sutpen in Jefferson hatte. In solchen Passagen, erzählt von Vater Compson, kommt auch Sutpen in einer Ich-Erzählsituation zu Wort.
Quentin Compson fügt schließlich alles, was ihm über Sutpen erzählt wurde, zusammen und berichtet es in Harvard als Geschichte über den alten Süden seinem Zimmergenossen Shreve, der enthusiastisch auf diese Südstaatenerzählung reagiert und Quentin immer mehr dazu treibt, weiterzuerzählen.
Shreve wird schließlich auch ein Erzähler, wenn er das Erzählte wiedergibt und weiterführend spekuliert, wie sich die einzelnen Szenen wohl abgespielt haben.
Ferner gibt es einen auktorialen Erzähler, der vom Versuch der Menschen berichtet, Sutpens Geschichte wiederzugeben. Im vorletzten Kapitel schreitet er schließlich selbst ein und berichtet von einer Szene, die sich während des Bürgerkrieges abgespielt hatte – ein Treffen zwischen Henry und Sutpen.

## Hauptpersonen
Die folgende Liste gibt die wichtigsten Figuren des Romans wieder.

### Thomas Sutpen
Sutpen ist die Leitfigur des Romans. Mit ihm beginnt die Geschichte. Geboren wurde er 1807 in West Virginia. Er war eines von vielen Kindern einer armen, schottisch-englischen Familie, die er im Alter von vierzehn Jahren plötzlich verließ. Er heiratet sieben Jahre später eine haitianische Frau, die ihm einen Sohn (Charles Bon) gebiert. Als Sutpen erfährt, dass die Frau „Negerblut“ in sich trägt, verlässt er sie.
Sutpen taucht 1833 in Jefferson, der Hauptstadt von Yoknapatawpha County, auf und kauft mit spanischem Geld das Grundstück, welches er Sutpen’s Hundred nennt. Er heiratet Ellen Coldfield, die zwei Kinder von ihm bekommt, Henry und Judith. Ferner hat Sutpen eine Tochter (Clytemnestra) mit einer seiner Sklavinnen.
Sutpen ist ein mächtiger Gutsherr, dessen Launen auf Angehörige nahezu „dämonisch“ wirken. Er dient im Amerikanischen Bürgerkrieg und wird Colonel. Er wird 1869 von Wash Jones ermordet.

### Ellen Coldfield
Sie ist die zweite Ehefrau von Thomas Sutpen. Geboren wird sie 1817 in Tennessee als Tochter von Goodhue Coldfield. Sie ist die Mutter zweier Kinder (Henry und Judith) und stirbt 1863 während des Bürgerkrieges. Sie ist eine unbeständige und leicht zu erregende Person.

### Henry Sutpen
Sohn von Thomas Sutpen und Ellen Coldfield. Geboren 1839 auf Sutpen’s Hundred. Er besucht die Universität von Mississippi und trifft dort auf Charles Bon, jenen Halbbruder, den er erschießen wird, um die inzestuöse Ehe zwischen Charles Bon und Judith zu verhindern. Zuvor diente er an der Seite Bons im Bürgerkrieg, genau wie sein Vater. Als er Charles Bon erschießt, handelt er womöglich nur als Werkzeug des Vaters. Er ist wie dieser stark im Willen, auch wenn es ihm an Scharfsinnigkeit fehlt. Ferner ist Henry romantisch verklärt. Er stirbt auf Sutpen’s Hundred 1909 bei dem Feuer, das das Haus zerstört.

### Judith Sutpen
Tochter von Thomas Sutpen und Ellen Coldfield. Geboren 1841 auf Sutpen’s Hundred. Sie hat einen starken Charakter. Sie hat eine Beziehung zu Charles Bon, von dem sie nicht weiß, dass er ihr Halbbruder ist. Nach dessen Ermordung lebt Judith als „alte Jungfer“ weiter. Sie stirbt 1884 auf Sutpen’s Hundred.

### Eulalia Bon
Auf Haiti als einziges Kind eines französischen Zuckerrohrplantagenbesitzers geboren. 1827 heiratet sie Thomas Sutpen, die Scheidung erfolgt 1831. Sie ist die Mutter von Charles Bon.

### Charles Bon
Sohn von Thomas Sutpen und Eulalia Bon. Er wird 1831 geboren und ist ein Einzelkind. Er wurde mit der Mutter vom Vater verlassen. Daraufhin ziehen sie nach New Orleans. Charles Bon besucht die Mississippi-Universität im Jahre 1859 und trifft dort auf Henry Sutpen. Bei diesem zu Hause kommt es zu einer Liaison mit dessen Schwester Judith, die seine eigene Halbschwester ist. Charles Bon kämpft wie sein Vater und sein Halbbruder im Amerikanischen Bürgerkrieg auf Seiten der Südstaaten und schafft es bis zum Rang eines Lieutenant. Er wird 1865 von Henry Sutpen vor Sutpen’s Hundred erschossen.

### Clytemnestra Sutpen
Tochter von Thomas Sutpen und einer Sklavin. Geboren wurde sie 1834 auf Sutpen’s Hundred, wo sie 1909 auch während des Feuers stirbt, das sie selbst gelegt hatte. Sie wuchs als bodenständige Pflegerin insbesondere für Judith auf.

### Rosa Coldfield
Tochter von Mr. Goodhue Coldfield. Sie wird im Jahre 1845 geboren und ist die damit viel jüngere Schwester von Ellen Coldfield und die Tante von Henry und Judith Sutpen. Diese Kinder – insbesondere Judith – soll Miss Rosa retten. Zu diesem Zeitpunkt lebt Miss Rosa auch auf Sutpen’s Hundred und „ersetzt“ die verstorbene Schwester. Nach dem Krieg und dem Tod ihrer Schwester hing für kurze Zeit eine Ehe zwischen ihr und Thomas Sutpen in der Luft, was jedoch mit einer Beleidigung von Miss Rosa durch Sutpen endete und mit der Abreise von Miss Rosa von Sutpen’s Hundred. Mit ihrer Erzählung beginnt der Roman. Sie stirbt 1910 im hohen Alter.

### Wash Jones
Vater von Melicent Jones und Großvater von Milly Jones. Wash lebt in einem verlassenen Fischer-Camp bei Sutpen’s Hundred. Er erledigt für Thomas Sutpen mehrere Arbeiten und trinkt gemeinsam mit ihm. 1869 tötet er Sutpen mit einer Sense.

### Milly Jones
Junge Enkelin Wash Jones’, die im Alter von fünfzehn Jahren Thomas Sutpens Kind zur Welt bringt. Die drei werden gemeinsam von ihrem Großvater Wash Jones ermordet, kurz nach der Geburt des Kindes 1869.

### Charles Etienne de St. Valery Bon
Sohn von Charles Bon und seiner geheimen Mätresse in New Orleans. Clytie bringt ihn 1871 zu Sutpen’s Hundred. Der gewalttätige Mann heiratet 1879 eine schwarze Frau, die ihm ein Kind gebiert.

### Jim Bond (Bon)
Sohn von Charles Etienne de St. Valery Bon. Geboren 1882, verschwindet er 1909 bei dem großen Feuer.

### Mr. Compson
Sohn von General Compson, dem Mann, der gemeinsam mit Sutpen diente und auch zu Hause in Jefferson mit ihm befreundet war.

### Quentin Compson
Sohn von Mr. Compson und Enkel von General Compson. Geboren 1891 in Jefferson, besuchte er ab 1909 die Harvard University in Massachusetts und starb dort 1910, als er sich von der Brücke in den Fluss stürzte. Er wird über Miss Rosa und Mr. Compson über die Geschichte der Sutpens aufgeklärt.
Auch Protagonist in Faulkners früheren Roman Schall und Wahn und der Kurzgeschichte That Evening Sun.

### Shrevlin McCannon („Shreve“)
Mitstudent von Quentin, dem dieser die Geschichte Sutpens in Harvard erzählt. Geboren in Alberta, Kanada, im Jahre 1890 ist er versessen auf Quentins Erzählung über die Südstaaten. Er besucht von 1909 bis 1914 die Harvard University und wird danach Kampfpilot in der Royal Air Force im Ersten Weltkrieg.

## Der Titel
Der Titel des Romans verweist auf die Biblische Erzählung des Prinzen Abschalom, der einst auszog, um gegen seinen Vater David zu kämpfen. Im metaphorischen Sinne ist der Patrizid gemeint – die Tötung des Vaters durch den Sohn, sei es physisch, psychisch oder nur symbolisch. Faulkner selbst beschrieb Absalom, Absalom! einst mit den Worten: „Sutpen war ein Mann, der Söhne wollte und den die Söhne zerstört haben“.

## Rezeption
Der Roman wurde von zeitgenössischen Kritikern für seine Kompliziertheit, seinen schwülstigen Stil (bestehend aus zu langen Sätzen, einige der längsten in der Literaturgeschichte) und seine verschlungene, redundante Erzählung mit abweichenden Details kritisiert.
In einem Beitrag über Faulkners Roman bei Furious Fiction nannte die Autorin und Essayistin Diane Roberts Absalom, Absalom! möglicherweise den größten amerikanischen Roman des 20. Jahrhunderts. Roberts und Moderator Mark Mustian einigten sich auf die schwere Erzählstruktur des Romans, wobei Diane Roberts diese ebenfalls auch lobte.
Absalom, Absalom! ist auch mehrfach als der Great American Novel des 20. Jahrhunderts bezeichnet worden, darunter in verschiedenen Blogger-Projekten der englischsprachigen Leserschaft. darunter von Arthur Hirsch in der The Baltimore Sun. Den dazugehörigen Artikel veröffentlichte Hirsch am 16. November 1997 in der Baltimore Sun. Der Titel lautete: The real great American Novel: 'Absalom, Absalom!' Faulkner: His ninth novel, for its span, its revelation, its American essence, stands above all others in reaching for the literary absolute. Hirsch betont darin zu Beginn, dass Faulkner sein eigenes Werk (womöglich im Alkoholrausch) den besten Roman, der je von einem Amerikaner geschrieben wurde genannt haben soll, als er das Manuskript aushändigte.
An anderer Stelle hebt Hirsch die vielen Gestalten des Romanes hervor, wenn er ihn als Mordgeschichte, Griechische Tragödie, historisches Drama, Freudianischen Familienalptraum und Gothische Geistergeschichte nennt. Absalom, Absalom! sei ein Werk, dessen Handlung das Geschichtenerzählen ist, dessen vier Erzähler nach der Wahrheit greifen und sie nur zögerlich für sich beanspruchen können. Der Leser müsse sich durch verschiedene Arten des Erzählens arbeiten, wodurch an manchen Stellen über das reale Vorgehen nur spekuliert werden könne. Das und vieles Andere mache den Roman einzigartig.
Eine unabhängige Jury aus Kritikern und Lesern des Oxford American Magazine nannte Absalom, Absalom! 2009 den größten Südstaatenroman aller Zeiten. Man erkenne am Roman, dass es das Werk eines Autors sei, der seine Vision bis zum Extremen herangeführt hätte. Faulkners Werk sei der Roman eines Amerikaners, der am nächsten daran sei, ein Analogon zu Joyces Ulysses zu sein. Man würdigte in dem Artikel unter anderem auch Faulkners Modernität und seine Kompromisslosigkeit beim Erzählen.